# Agata Wojtkiewicz
 Agata Wojtkiewicz (ur. w 1978 roku w Łodzi) – polska projektantka mody.

## Życiorys
Absolwentka Akademii Sztuk Pięknych w Łodzi (dyplom w Katedrze Projektowania i Ubioru, 2004). Nagradzana w konkursach Złota Nitka MTŁ 2005 i Złota Fastryga MTP 2003 oraz nominowana do tytułów Damy Sukcesu (2005) oraz Projektanta Roku KIM (2005, 2006). W roku 2002 otworzyła w Łodzi „prêt à cafe” – pierwszy w Polsce butik połączony z kawiarnią. W 2005 podobne miejsce stworzyła w Warszawie. Od 2005 roku prowadzi autorskie atelier, gdzie powstają suknie wieczorowe, koktajlowe i ślubne. Swoje kolekcje prezentuje m.in. podczas każdej edycji Poland Fashion Week w Alei Projektantów: kolekcja Aqua (2009), kolekcje Carbon i Flow (2010).